# Lana (Italia)
Lana (Lana in tedesco) è un comune italiano di 12 750 abitanti del Burgraviato nella provincia autonoma di Bolzano in Trentino-Alto Adige. È inoltre un comune di mercato.

## Geografia fisica
Nel territorio comunale si trova il biotopo Delta del Valsura.

## Origini del nome
Il toponimo è attestato come Lóina nel 1034, come Lounaha nel 1048-1068, come Lŏnun nel 1143, come Leugugnano nel 1207, come Lonan nel 1275 e come Lugegnan nel 1281 e deriva probabilmente dal latino *Leonianum ("terreno di Leo"). Altre ipotesi sostengono una derivazione dal tedesco Lahn (a sua volta dal latino labina, "frana") o da "Lucanius".
Lana è, insieme a Gais e Plaus, uno dei tre comuni altoatesini con un toponimo coincidente nelle due lingue ufficiali della provincia.

## Storia

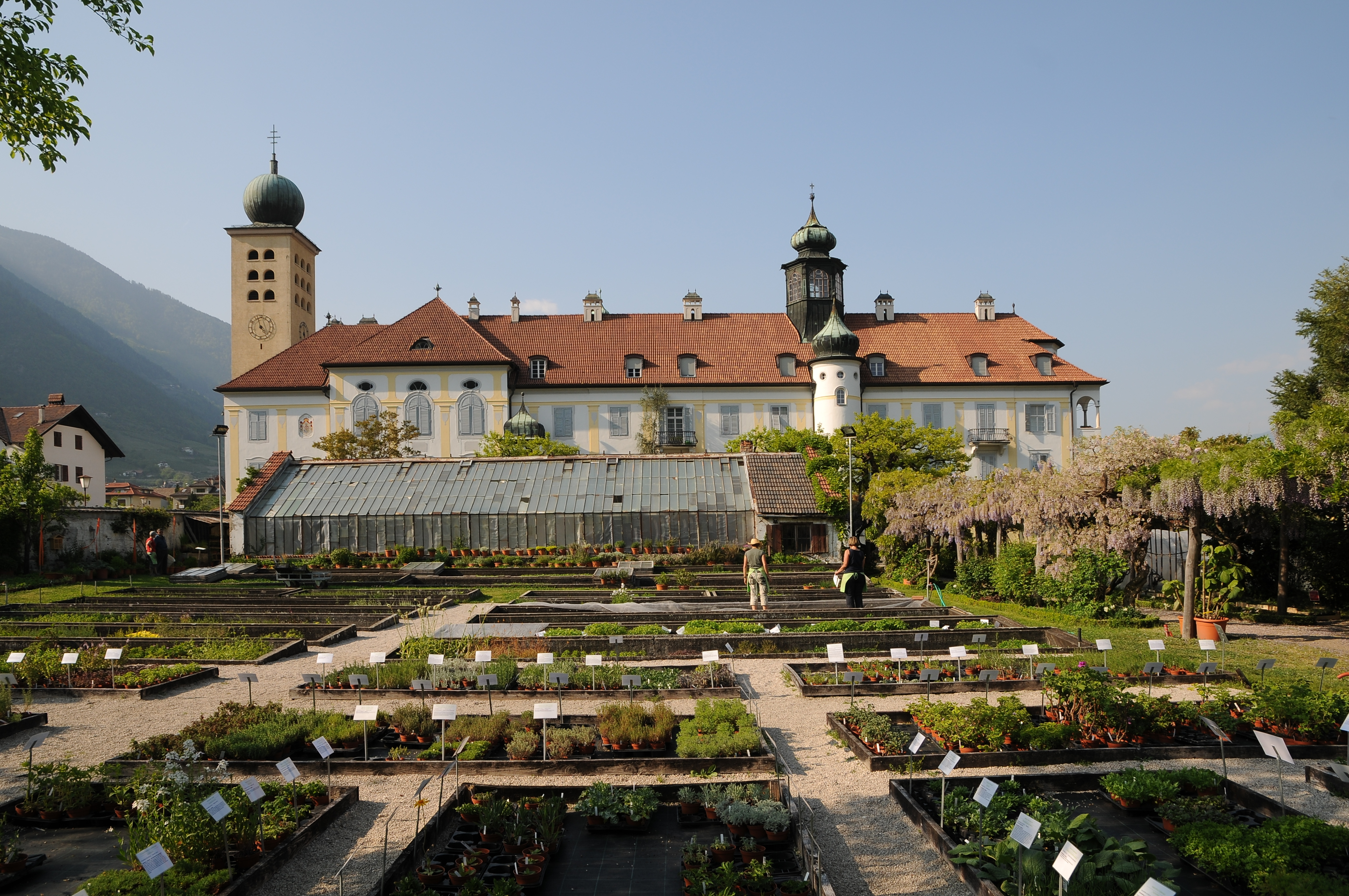
Chiesa dell'Ordine teutonico

La frazione Foiana (Völlan), situata a 702 m s.l.m. tra il paese di Lana e il passo Palade, ospita dal 1977 un piccolo museo contadino. Presso la frazione si trova il castello Mayenburg e verso sud, in direzione di Tesimo, si trovano antichi ponti medievali. Ha dato i natali ad Armin Zöggeler, il migliore slittinista di tutti i tempi e uno degli sportivi più vincenti nella storia.
Dal 1913 al 1974 ebbe un collegamento ferroviario: la ferrovia Lana-Postal. Nel ventesimo secolo salirono agli onori della cronaca diversi episodi di razzismo contro turisti e lavoratori di origine italiana.
Dopo che, ai tempi del ventennio fascista, fu posto un obelisco allo svincolo per la strada che conduce al passo Palade, durante l'amministrazione del sindaco Christoph Gufler esso fu fatto spostare, a causa dei lavori per la costruzione di una nuova rotatoria, presso una sede periferica, cioè venne sistemato all'incrocio tra via Merano e via Valier. Alla fine del novembre 2012, il movimento Süd-Tiroler Freiheit ha protestato nuovamente, affinché tale monumento fascista venga del tutto eliminato.

### Simboli
Lo stemma raffigura una croce nera simbolo dell'Ordine teutonico su sfondo argento ed un leone rosso rampante sovrapposto. Il leone è l'insegna dei Conti Brandis che ebbero un ruolo nello sviluppo del villaggio. Lo stemma è stato adottato l'8 ottobre 1967.

## Monumenti e luoghi d'interesse

### Architetture religiose
- Chiesa di Santa Maria Assunta
- Chiesa di San Severino, nella frazione di Foiana.

## Società

### Ripartizione linguistica
La sua popolazione è in larga maggioranza germanofona, ma in diminuzione negli ultimi anni:
| Ripartizione linguistica | 1971   | 1981   | 1991   | 2001   | 2011   | 2024   |
| ------------------------ | ------ | ------ | ------ | ------ | ------ | ------ |
| Madrelingua italiana     | 8,63%  | 7,54%  | 6,87%  | 7,91%  | 7,90%  | 9,53%  |
| Madrelingua tedesca      | 91,14% | 92,12% | 92,74% | 91,80% | 91,84% | 90,14% |
| Madrelingua ladina       | 0,22%  | 0,33%  | 0,39%  | 0,29%  | 0,26%  | 0,32%  |

### Evoluzione demografica
Abitanti censiti

### Etnie e minoranze straniere
Secondo i dati ISTAT al 31 dicembre 2015 la popolazione straniera residente era di 1 006 persone. Le nazionalità maggiormente rappresentate in base alla loro percentuale sul totale della popolazione residente erano:
1. Germania: 189 - 1,58%
2. Kosovo: 145 - 1,22%

## Cultura
A Lana si trova la sede dell'associazione culturale Bücherwürmer, fondata nel 1980 e che dal 1993 intrattiene l'Archiv für Poesie ("Archivio della Poesia"), un istituto di raccolta sistematica di produzione letteraria internazionale della poesia.
Dall'attività dell'Archivio è scaturita l'iniziativa Literatur Lana che offre annualmente con le cosiddette "Literaturtage" dibattiti e convegni con partecipazione internazionale. Sono stati ospiti Ernst von Glasersfeld, Milo de Angelis o Peter Waterhouse. Inoltre viene bandito, ogni due anni, il premio letterario intitolato al poeta sudtirolese Norbert Conrad Kaser.

### Musei
- Museo altoatesino della Frutticoltura (Südtiroler Obstbaumuseum): istituito nel 1990 e riguarda lo sviluppo delle tecniche colturali in Alto Adige. Si trova all'interno della Residenza Larchgut.[21] Un museo che racconta, su una superficie di circa 2000 metri quadrati, tutto sulla mela dell'Alto Adige. Fatti storici del passato e fatti sulla coltivazione moderna di oggi. Non a caso il Museo della Frutticoltura si trova a Lana, a pochi chilometri da Merano. Lana è la più grande zona di coltivazione di mele dell’Alto Adige. Il museo è molto interessante anche per i bambini, poiché offre aree separate proprio per loro.[22]

## Infrastrutture e trasporti
Il territorio comunale è attraversato dalla strada statale 238.
Nei primi decenni del XX secolo la frazione di Lana di Sopra fu servita da due linee tranviarie interurbane: la Lana-Merano, attiva fra il 1906 e il 1950 e la Lana-Postal, operativa fra il 1913 e il 1959.

## Amministrazione
| Periodo  | Periodo | Primo cittadino         | Partito | Carica  | Note |
| -------- | ------- | ----------------------- | ------- | ------- | ---- |
| nel 1964 |         | Josef Gruber            |         | Sindaco |      |
| 2005     | 2010    | Christoph Werner Gufler | SVP     | Sindaco |      |
| 2010     | 2023    | Harald Stauder          | SVP     | Sindaco |      |
| 2024     |         | Helmut Taber            | SVP     | Sindaco |      |